# Open des États-Unis de tennis de table
L'Open des États-Unis (U.S. Open Table Tennis Championships) est le plus ancien tournoi de tennis de table actuellement en cours aux États-Unis. Il attire plus de 600 athlètes chaque année. Les premiers événements étaient en fait organisés par le New York Table Tennis Club ou l'American Ping Pong Association. Le premier tournoi USA Table Tennis (USTTA) a eu lieu en 1934. L'US Open a déjà eu lieu à divers endroits, notamment à Anaheim, en Californie, à Charlotte, en Caroline du Nord, à Chicago, dans l'Illinois, à Las Vegas, au Nevada, à Fort Lauderdale, en Floride, à Grand Rapids, dans le Michigan et à Milwaukee, dans le Wisconsin. En raison de sa nature internationale, la plupart des événements se déroulent selon les règles de la Fédération internationale de tennis de table (ITTF).
L'Open des États-Unis ITTF fut également une étape du Pro-tour de tennis de table. La compétition était alors organisée par la fédération internationale de tennis de table.
En 2025, les Etats-Unis accueillent l'US Smash à Las Vegas marquant son retour dans le circuit internationnal. 

## Palmarès

### Open des États-Unis

#### Sénior
Epreuve World tour ITTF
| année           | simple messieurs       | simple dames        | double messieurs                            | double dames                          | double mixte                   |
| --------------- | ---------------------- | ------------------- | ------------------------------------------- | ------------------------------------- | ------------------------------ |
| 1931            | Marcus Schussheim      |                     |                                             |                                       |                                |
| 1932            | Marcus Schussheim      |                     |                                             |                                       |                                |
| 1932            | Coleman Clark          |                     |                                             |                                       |                                |
| 1933            | Sidney Heitner         | Fan Pockrose        |                                             |                                       |                                |
| 1933            | James Jacobson         | Jay Purves          |                                             |                                       |                                |
| 1934            | Sol Schiff             | Iris Little         |                                             |                                       |                                |
| 1934            | Jimmy McClure          | Ruth Aarons         |                                             |                                       |                                |
| 1935            | Abe Berenbaum          | Ruth Aarons         |                                             |                                       |                                |
| 1936            | Victor Barna           | Ruth Aarons         |                                             |                                       |                                |
| 1937            | Laszlo Bellak          | Ruth Aarons         |                                             |                                       |                                |
| 1938            | Laszlo Bellak          | Emily Fuller        |                                             |                                       |                                |
| 1939            | Jimmy McClure          | Emily Fuller        |                                             |                                       |                                |
| 1940            | Lou Pagliaro           | Sally Green         |                                             |                                       |                                |
| 1941            | Lou Pagliaro           | Sally Green         |                                             |                                       |                                |
| 1942            | Lou Pagliaro           | Sally Green         |                                             |                                       |                                |
| 1943            | W. Holzrichter         | Sally Green         |                                             |                                       |                                |
| 1944            | John Somael            | Sally Green         |                                             |                                       |                                |
| 1945            | Dick Miles             | D. Hawthorne        |                                             |                                       |                                |
| 1946            | Dick Miles             | Bernice Charney     |                                             |                                       |                                |
| 1947            | Dick Miles             | Leah Thall          |                                             |                                       |                                |
| 1948            | Dick Miles             | Peggy McLean        |                                             |                                       |                                |
| 1949            | Dick Miles             | Leah Neuberger      |                                             |                                       |                                |
| 1950            | Johnny Leach           | Reba Moness         |                                             |                                       |                                |
| 1951            | Dick Miles             | Leah Neuberger      |                                             |                                       |                                |
| 1952            | Lou Pagliaro           | Leah Neuberger      |                                             |                                       |                                |
| 1953            | Dick Miles             | Leah Neuberger      |                                             |                                       |                                |
| 1954            | Dick Miles             | Mildred Shahian     |                                             |                                       |                                |
| 1955            | Dick Miles             | Leah Neuberger      |                                             |                                       |                                |
| 1956            | Erwin Klein            | Leah Neuberger      |                                             |                                       |                                |
| 1957            | Bernie Bukiet          | Leah Neuberger      |                                             |                                       |                                |
| 1958            | Marty Reisman          | Susie Hoshi         |                                             |                                       |                                |
| 1959            | Bob Gusikoff           | Susie Hoshi         |                                             |                                       |                                |
| 1960            | Marty Reisman          | Sharon Acton        |                                             |                                       |                                |
| 1961            | Erwin Klein            | Leah Neuberger      |                                             |                                       |                                |
| 1962            | Dick Miles             | Mildred Shahian     |                                             |                                       |                                |
| 1963            | Bernie Bukiet          | Bernice Chotras     |                                             |                                       |                                |
| 1964            | Erwin Klein            | Valeri Bellini      |                                             |                                       |                                |
| 1965            | Erwin Klein            | Patty Martinez      |                                             |                                       |                                |
| 1966            | Bernie Bukiet          | Violetta Nesukaitis |                                             |                                       |                                |
| 1967            | Manji Fukushima        | Patty Martinez      |                                             |                                       |                                |
| 1968            | Lee Dal Joon           | Violetta Nesukaitis |                                             |                                       |                                |
| 1969            | Lee Dal Joon           | Patty Martinez      |                                             |                                       |                                |
| 1970            | Lee Dal Joon           | Violetta Nesukaitis |                                             |                                       |                                |
| 1971            | Lee Dal Joon           | Connie Sweeris      |                                             |                                       |                                |
| 1972            | Lee Dal Joon           | Wendy Hicks         |                                             |                                       |                                |
| 1973            | Lee Dal Joon           | Violetta Nesukaitis |                                             |                                       |                                |
| 1974            | Kjell Johansson        | Yukie Ohzeki        |                                             |                                       |                                |
| 1975            | Kjell Johansson        | Chung Hyun-Sook     |                                             |                                       |                                |
| 1976            | Dragutin Šurbek        | Kim Soon-Ok         |                                             |                                       |                                |
| 1977            | Jochen Leiss           | Insook Bhushan      |                                             |                                       |                                |
| 1978            | Norio Takashima        | Hong Ja-Park        |                                             |                                       |                                |
| 1979            | Milan Orlowski         | Lee Ki-Won          |                                             |                                       |                                |
| 1980            | Mikael Appelgren       | Kayoko Kawahigashi  |                                             |                                       |                                |
| 1981            | Xie Saike              | Tong Ling           |                                             |                                       |                                |
| 1982            | Zoran Kosanovic        | Kayoko Kawahigashi  |                                             |                                       |                                |
| 1983            | Eric Boggan            | Lee Soo-Ja          |                                             |                                       |                                |
| 1984            | Wu Wen-Chia            | Kayoko Kawahigashi  |                                             |                                       |                                |
| 1985            | Cheng Yinghua          | Li Huifen           |                                             |                                       |                                |
| 1986            | Teng Yi                | Xu Wanhua           |                                             |                                       |                                |
| 1987            | Mikael Appelgren       | Yang Young-Ja       |                                             |                                       |                                |
| 1988            | Jean-Philippe Gatien   | Xu Jin              |                                             |                                       |                                |
| 1989            | Jean-Michel Saive      | Xu Jin              |                                             |                                       |                                |
| 1990            | Jan-Ove Waldner        | Deng Yaping         |                                             |                                       |                                |
| 1991            | Zoran Primorac         | Qiao Hong           |                                             |                                       |                                |
| 1992            | Wenguan Johnny Huang   | Csilla Batorfi      |                                             |                                       |                                |
| 1993            | Cheng Yinghua          | Chen Jing           |                                             |                                       |                                |
| 1994            | Kong Linghui           | Gao Jun             |                                             |                                       |                                |
| 1995            | Liu Guoliang           | Geng Lijuan         |                                             |                                       |                                |
| 1996            | Vasile Florea          | Lee Eun-Sil         | Karl Jindrak Werner Schlager                | Chiu-Chen Xiaowen Barbara Geng Lijuan |                                |
| 1997            | Kong Linghui           | Wang Nan            | Lee Chul-Seung Oh Sang-Eun                  | Lee Eun-Sil Ryu Ji-Hae                |                                |
| 1998            | Jean-Michel Saive      | Xialian Ni          | Cheng Yinghua Jean-Michel Saive             | Keiko Okazaki Aya Umemura             |                                |
| 1999            | Chiang Peng-Lung       | Xialian Ni          | Chang Yen-shu Chiang Peng-lung              | Xialian Ni Peggy Regenwetter          |                                |
| 2000            | Wang Liqin             | Wang Nan            | Kong Linghui Liu Guoliang                   | Chen Jing Xu Jin                      |                                |
| 2001            | Liu Guozheng           | Niu Jianfeng        | Chang Yen-shu Chiang Peng-lung              | Bai Yang Niu Jianfeng                 |                                |
| 2002            | Ma Lin                 | Zhang Yining        | Kong Linghui Ma Lin                         | Li Nan Zhang Yining                   |                                |
| 2003            | Aleksandar Karakašević | Aya Umemura         | Wenguan Johnny Huang Aleksandar Karakašević | Naoko Taniguchi Wang Chen             |                                |
| 2004            | Ryu Seung-Min          | Li Jiawei           | Lee Chul-Seung Ryu Seung-Min                | Liu Jia Wang Chen                     |                                |
| 2005            | Oh Sang-Eun            | Li Jiawei           | Lee Jung-Woo Oh Sang-Eun                    | Tie Yana Zhang Rui                    |                                |
| 2006            | Aleksandar Karakašević | Mo Zhang (en)       | Saša Drinić Aleksandar Karakašević          | Judy Hugh Lily Yip                    |                                |
| 2007            | Aleksandar Karakašević | Yuka Shiosara       | Takahiro Omori Katsuhito Tanaka             | Satoko Kishida Sachie Shigemoto       |                                |
| 2008            | Weixing Chen           | Gao Jun             | Aleksandar Karakašević Žolt Sel             | Sayuri Shimadaa Miwako Ishizuka       |                                |
| 2009            | Thomas Keinath         | Gao Jun             | Weixing Chen Jörg Roßkopf                   | Elizabeta Samara Daniela Dodean       |                                |
| 2010            | Sharath Kamal          | Georgina Pota       | Hao Chen Xin Zhou                           | Megumi Abe Midori Ito                 |                                |
| 2011            | Thomas Keinath         | Liu Nai Hui         | Ryuzo Kubota Shinya Ito                     | Sayaka Nogami Shiho Sugimoto          |                                |
| 2012            | Eugene Wang (en)       | Juan Liu            | Dae Keuiv Yang Junhyung Ko                  | Liu Nai Hui Jenny Zhao                |                                |
| 2013            | Eugene Wang (en)       | Megumi Abe          | Filip Szymanski Marcos Madrid               | Mika Tsuchida Miki Tsuchida           | Petrissa Solja Filip Szymanski |
| 2014            | Tao Wenzhang           | Yuko Fujii          | Hidetoshi Oya Yuya Mizuno                   | Eriko Kitaoka Riyo Nemoto             | Jin Ueda Yuko Fujii            |
| 2015            | Jinxin Wang            | Miyu Maeda          | Hiromitsu Kasahara Kohei Morimoto           | Sakura Mori Miyu Maeda                | Takuya Jin Yuki Matumoto       |
| 2016            | Wei Wang               | Adriana Díaz        | Bob Chen Wenzhang Tao                       | Takako Nagao Yui Odono                | Ryohei Kanoya Yui Odono        |
| 2017            | Arinobu Taimu          | Shoji Yuki          |                                             |                                       |                                |
| 2018            | Eugene Wang (en)       | Juan Li             |                                             |                                       |                                |
| 2019 Fort Worth | Kentaro Miuchi         | Lily Zhang          |                                             |                                       |                                |
| 2020            | Non décerné            | Non décerné         | Non décerné                                 | Non décerné                           | Non décerné                    |
| 2021 Las Vegas  | Kou Lei                | Lily Zhang          |                                             |                                       |                                |
| 2022 Ontario    | Kou Lei                | Amy Wang (en)       |                                             |                                       |                                |
| 2023 Ontario    | Ma Jinbao              | Amy Wang (en)       | Lei Kou Koyo Kanamitsu                      | Amy Wang Rachel Sung                  | Honoka Iwakoshi Masaki Takami  |
| 2024 Las Vegas  | Kanak Jha              | Guo Yan             | Seiya Numamura Tonin Ryuzaki                | Asuka Sasao Reina Aso                 | Koyo Kanamitsu Minami Ando     |

gray = Not Played 

white = results not known or yet researched 

∗ The Mixed Doubles played at the 2003 U.S. Open was a delayed closed event.  See the 2002 U.S. Nationals results below.

#### Moins de21 ans
| année | simple messieurs  | simple dames   |
| ----- | ----------------- | -------------- |
| 2004  | Christophe Bertin | Moon Hyun-jung |
| 2005  | Cho Eon-rae       | Lee Eun-hee    |
| 2013  | Tao Wenzhang      | Petrissa Solja |

### Tournois WTT

#### Série WTT
| Année & Lieu   | Tournoi                  | Simple messieurs | Double messieurs          | Simple dames | Double dames       | Double mixte         |
| -------------- | ------------------------ | ---------------- | ------------------------- | ------------ | ------------------ | -------------------- |
| 2025 Las Vegas | United States Smash (de) | Wang Chuqin      | Lim Jong-hoon An Jae-hyun | Zhu Yuling   | Wang Yidi Kuai Man | Lin Shidong Kuai Man |

#### Série Feeder
| Année & Lieu         | Tournoi                    | Simple messieurs    | Double messieurs             | Simple dames | Double dames                | Double mixte                     |
| -------------------- | -------------------------- | ------------------- | ---------------------------- | ------------ | --------------------------- | -------------------------------- |
| 2022 Fremont         | WTT Feeder Fremont         | Hiroto Shinozuka    | Shunsuke Togami Yukiya Uda   | Asuka Sasao  | Sakura Mori Asuka Sasao     | Chuang Chih-Yuan Chen Szu-yu     |
| 2022 Westchester     | WTT Feeder Westchester     | Chuang Chih-Yuan    | Shunsuke Togami Yukiya Uda   | Haruna Ojio  | Sakura Mori Asuka Sasao     | Chuang Chih-Yuan Chen Szu-yu     |
| 2022 Fort Lauderdale | WTT Feeder Fort Lauderdale | Satoshi Aida        | Ľubomír Pištej Jakub Zelinka | Amy Wang     | Lily Zhang Barbara Balazova | Ľubomír Pištej Barbara Balazova  |
| 2024 Corpus Christi  | WTT Feeder Corpus Christi  | Kirill Gerassimenko | Gustavo Gomez Nicolas Burgos | Sreeja Akula | Zhen Deng Jiaqi Lin         | Niagol Stoyanov Giorgia Piccolin |
| 2025 Spokane         | WTT Feeder Spokane         | Leo De Nodrest      | Jules Rolland Irvin Bertrand | Saki Shibata | Asuka Sasao Anne Uesawa     | Satoshi Aida Hitomi Sato         |
| 2025 Spokane         | WTT Feeder Spokane II      | Park Gyuhyeon       | Park Gyuhyeon Woo Hyeonggyu  | Kaho Akae    | Hitomi Sato Saki Shibata    | Kim Woojin Yang Ha Eun           |